# Vlastimil Dlab
Vlastimil Dlab (* 5. prosince 1951) je český politik, počátkem 21. století poslanec Poslanecké sněmovny za KSČM.

## Biografie
Ve volbách v roce 2002 byl zvolen do poslanecké sněmovny za KSČM (volební obvod Královéhradecký kraj). Byl členem sněmovního výboru pro obranu a bezpečnost. Ve sněmovně setrval do voleb v roce 2006.
V komunálních volbách roku 2006 a komunálních volbách roku 2010 byl zvolen do zastupitelstva města Lázně Bělohrad jako bezpartijní na kandidátní listině za KSČM. Profesně se k roku 2006 uvádí jako manažer obchodu, k roku 2010 coby předseda výboru krajského zastupitelstva. Působí také na krajské úrovni. V krajských volbách roku 2008 byl zvolen do Zastupitelstva Královéhradeckého kraje za KSČM. V rámci krajské samosprávy zastával post předsedy dopravního výboru zastupitelstva.